# Marca TV
Marca TV fue un canal de televisión abierta español de temática deportiva, subsidiario del periódico de información deportiva Marca y participado al 50% por Unidad Editorial y Mediapro. Disponible a nivel nacional en la TDT de 2010 a 2013, conformaba junto al periódico, la emisora y la web, el conglomerado multimedia denominado «Universo Marca».

## Historia
Marca TV fue lanzado el 28 de agosto de 2010 a la 1:30pm, coincidiendo con el comienzo del Campeonato Mundial de Baloncesto de 2010, que se disputó en Turquía desde el 28 de agosto hasta el 12 de septiembre. En Marca TV se retransmitieron aquellos encuentros que no fueron ofrecidos por La Sexta. Durante ese período de tiempo, la programación se dedicó al seguimiento de este acontecimiento deportivo.

## Audiencias
Evolución de la cuota de pantalla mensual, según las mediciones de audiencia elaborados en España por TNS. Están en negrita y rojo los meses en que fue líder de audiencia.
|      | enero | febrero | marzo | abril | mayo | junio | julio | agosto | septiembre | octubre | noviembre | diciembre | Media anual |
| ---- | ----- | ------- | ----- | ----- | ---- | ----- | ----- | ------ | ---------- | ------- | --------- | --------- | ----------- |
| 2010 | -     | -       | -     | -     | -    | -     | -     | -      | 0,4%**     | 0,4%    | 0,5%      | 0,5%      | 0,4%        |
| 2011 | 0,6%  | 0,7%    | 0,7%  | 0,7%  | 0,8% | 0,8%  | 0,9%  | 1,0%   | 1,1%       | 0,8%    | 0,7%      | 0,7%      | 0,8%        |
| 2012 | 0,9%  | 0,8%    | 0,8%  | 0,9%  | 0,9% | 0,7%  | 0,7%  | 0,9%   | 1,0%       | 1,2%    | 1,3%      | 1,4%*     | 0,9%        |
| 2013 | 1,2%  | 1,1%    | 1,1%  | 0,9%  | 0,9% | 0,8%  | 0,6%  | -      | -          | -       | -         | -         | 0,9%        |

* Máximo histórico. | ** Mínimo histórico.